# Kaiser’s Tengelmann
Die Kaiser’s Tengelmann GmbH war eine deutsche Supermarktkette, die bis zum 31. Dezember 2016 zur Unternehmensgruppe Tengelmann gehörte. Der Firmensitz befand sich in Mülheim an der Ruhr.
Das Unternehmen hatte zuletzt mehr als 550 Filialen in drei Regionen Deutschlands: Im Großraum Berlin und in Nordrhein-Westfalen wurden die Supermärkte zuletzt unter dem Namen „Kaiser’s“ betrieben, im Großraum München/Oberbayern und am Stammsitz des Mutterkonzerns in Mülheim an der Ruhr unter dem Namen „Tengelmann“.
Die Zentrale der Kaiser’s Tengelmann in Viersen wurde zum 1. Januar 2010 geschlossen; ihre Aktivitäten wurden in die Konzernzentrale der Unternehmensgruppe in Mülheim an der Ruhr integriert. Im Oktober 2014 wurde bekannt, dass sämtliche Supermärkte verkauft werden sollen. Zum 1. Januar 2017 wurden die Filialen nach langjährigen gesellschaftlichen Diskussionen und juristischen Auseinandersetzungen an den Käufer, die Edeka-Gruppe, übertragen. Bis April 2017 wurden 64 Filialen vereinbarungsgemäß an den Konkurrenten REWE weiterveräußert.

## Geschichte

### Kaiser’s vor 1971

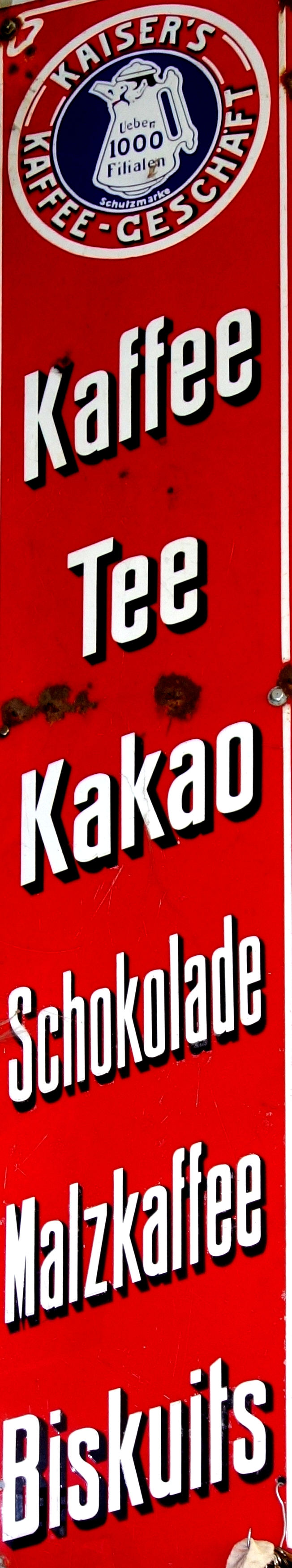
Altes Werbeschild

Die Kaiser’s Kaffee Geschäft AG geht auf Josef Kaiser zurück, der im Jahr 1880 im Alter von 18 Jahren in das elterliche Kolonialwarengeschäft in Viersen-Hoser eintrat. Als offizielles Gründungsjahr des Unternehmens wird 1881 angenommen.
Ein großer Teil des Umsatzes wurde im späten 19. Jahrhundert noch durch Hausieren gemacht – ein Mitglied der Familie Kaiser ging mit einer Karre durch die Straßen und bot die grünen (weil rohen) Kaffeebohnen an. Die Hausfrauen brannten sie dann auf dem heimischen Herd – eine delikate Aufgabe, bei der oft Fehler passierten: die Bohnen verbrannten und wurden so unbrauchbar.
Nach vielen Versuchen war es Josef Kaiser gelungen, ein Gerät zum gleichmäßigen Brennen der rohen Kaffeebohnen zu entwickeln und zum ersten Mal optimal geröstete Kaffeebohnen herzustellen. Damit stieß er in eine ungeahnt große Marktlücke. Bei steigenden Löhnen allgemein und dem Aufschwung der Gründerjahre nach dem gewonnenen Krieg 1870/71 konnten sich viele Menschen einen gewissen bescheidenen Luxus erlauben. Passend zum Kaffee, zu dem man auch gern eine Beilage hatte, bot Kaiser Dauergebäck und Schokolade aus eigener Fabrikation an, außerdem Tee und Süßigkeiten.
1882 erwarb die „Dampf-Kaffee-Rösterei von Hermann Kaiser“, wie die Firma seit ihrer Gründung 1880 hieß, zwei Rösttrommeln, die 1885 auf Gasmotorbetrieb umgestellt wurden. Der erste Schritt zur Mechanisierung der Kaffeeverarbeitung war getan. Im selben Jahr wurde der erste Angestellte in das Geschäft aufgenommen und in Duisburg (Beeckstraße), Essen (Limbecker Tor) und in Bochum (Bongardstraße) wurden die ersten Filialen eröffnet. Im Jahr 1887 gründete Kaiser eine Zweigniederlassung in Berlin. Der unternehmerische Grundgedanke war geboren: gute Standardwaren in überschaubarem Sortiment zu niedrigen Preisen auf dem kürzesten Weg bei einheitlicher Ausstattung des Filialnetzes zu vermarkten.
Ab 1894 setzte in dem Betrieb eine großzügige Industrialisierung ein. Die Zahl der Angestellten stieg. Kaiser gründete Filialen in vielen deutschen Städten, die aufwändig ausgestattet waren; er bezog nur Geschäfte in bester Stadtlage. Er bestand darauf, dass alle Verkäuferinnen einheitlich gekleidet waren und täglich frisch gewaschene weiße Kragen trugen. 1897 eröffnete eine Filiale in Heilbronn sowie die 100. Filiale 1897 in Bamberg. Die 200. Filiale folgte bereits 1898, 1899 in Regensburg die 400., die 500. erschien 1900. Ab 1899 hieß die Firma offiziell „Kaiser’s Kaffee-Geschäft GmbH“. 1904, bei der Eröffnung der Filiale in Zella-St. Blasii, wurde das seitdem verwendete Firmenlogo (ein freundliches Kaffeekannengesicht im schwarzen Kreis) eingeführt. 1905 – zum 25-jährigen Bestehen des Unternehmens – konnte eine beeindruckende Leistungsbilanz vorgelegt werden: In 900 Filialen waren 2060 Angestellte und Arbeiter beschäftigt, Zweigbetriebe in Berlin, Heilbronn, Breslau und Basel unterstützten den raschen Verkauf der Waren im weitgespannten Vertriebsnetz, und ein eigenes Verwaltungsgebäude in Viersen war errichtet worden.
Bei Beginn des Ersten Weltkriegs arbeiteten in 1.333 Geschäften 3.810 Arbeiter, deren soziale Lage durch betriebliche Unterstützungs- und Altersversorgungskassen (spätere Betriebskrankenkasse) sowie eine eigene Geschäftssparkasse und eine „Julie-Kaiser-Stiftung“ für Wöchnerinnen verbessert worden war. In der Inflationszeit stiftete das Unternehmen 1921 jeder Gemeinde mit einer Kaiser’s-Filiale 1000 Mark zur Unterstützung der Armen und während der Weltwirtschaftskrise 1931/1932 jeder Filiale 50 Pfund Lebensmittel für 6 bzw. 3 Monate zur Verteilung an die Armen. 1931 entstand die „Josef-Kaiser-Stiftung“ für Arbeiter mit einem Stammkapital von 75.000 Reichsmark und für Angestellte mit einem Kapital von 125.000 Reichsmark.
1939 erreichte die Zahl der Filialen mit über 1900 ihren Höchststand. Im Zweiten Weltkrieg wurden etwa 40 Prozent der Filialen zerstört.
Im Nachkriegsdeutschland wurde zunächst das Filialnetz wieder aufgebaut. Am 17. Juni 1950 starb der Unternehmensgründer Josef Kaiser und hinterließ seinem Nachfolger als Unternehmenschef, seinem Sohn Walter, ein wohlgeordnetes Wirtschaftsimperium.
1952 wurde in Duisburg das erste Selbstbedienungsgeschäft eröffnet.
1969 betrieb die Kaiser’s Kaffee-Geschäft AG 565 Filialen und erwirtschaftete einen Umsatz von rund 732 Millionen DM.
Aktionärsstruktur der Kaiser’s Kaffee-Geschäft AG 1969: 46 % durch die Gründerfamilie Kaiser, 25 % durch Willi Maurer (Rei (Waschmittel)) und zu 25 % die Im- und Exportfirma Theodor Wille aus Hamburg.
Kaisers ehemaliger Landsitz Haus Clee in Waldniel ist heute Teil des Kinderdorfes Bethanien. Seine repräsentative Stadtvilla im Zentrum von Viersen gehört heute der Stadt, in ihr befindet sich die Städtische Galerie im Park Viersen. 1971 wurde die Kaiser’s Kaffee Geschäft AG von der Unternehmensgruppe Tengelmann übernommen.

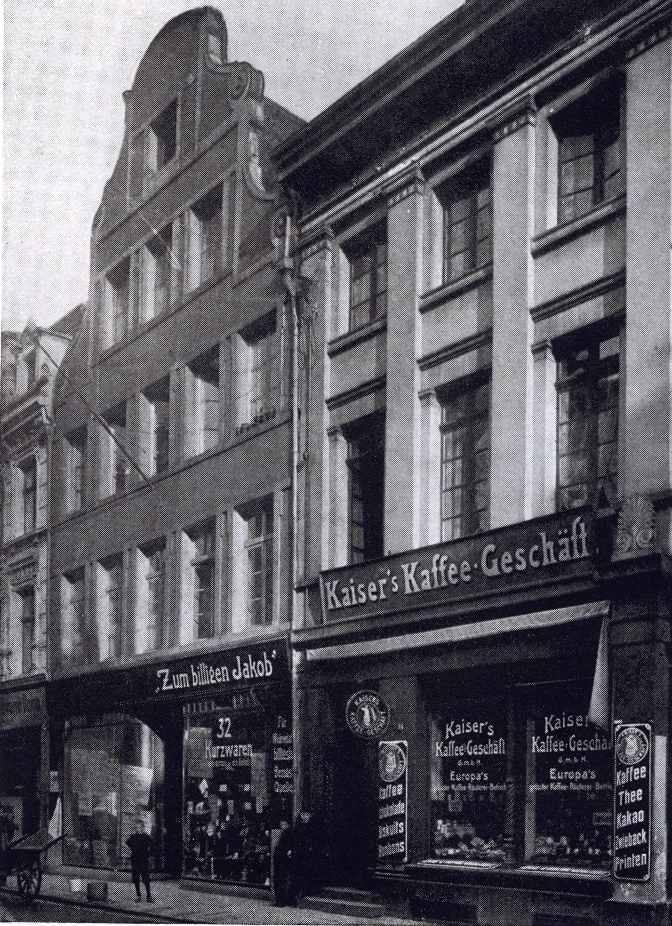
Kaiser’s Kaffeegeschäft vor 1909 in der Düsseldorfer Bolkerstraße
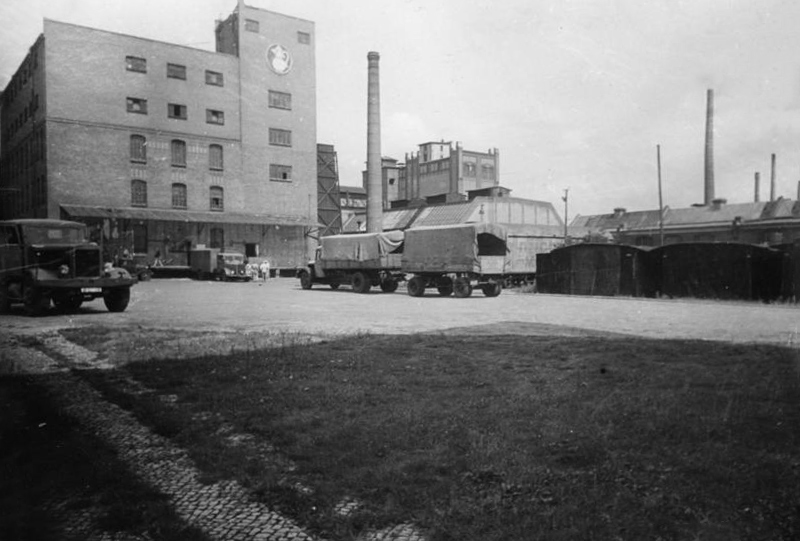
Kaiser’s Kaffee-Fabrik in Berlin-Spandau, 1948
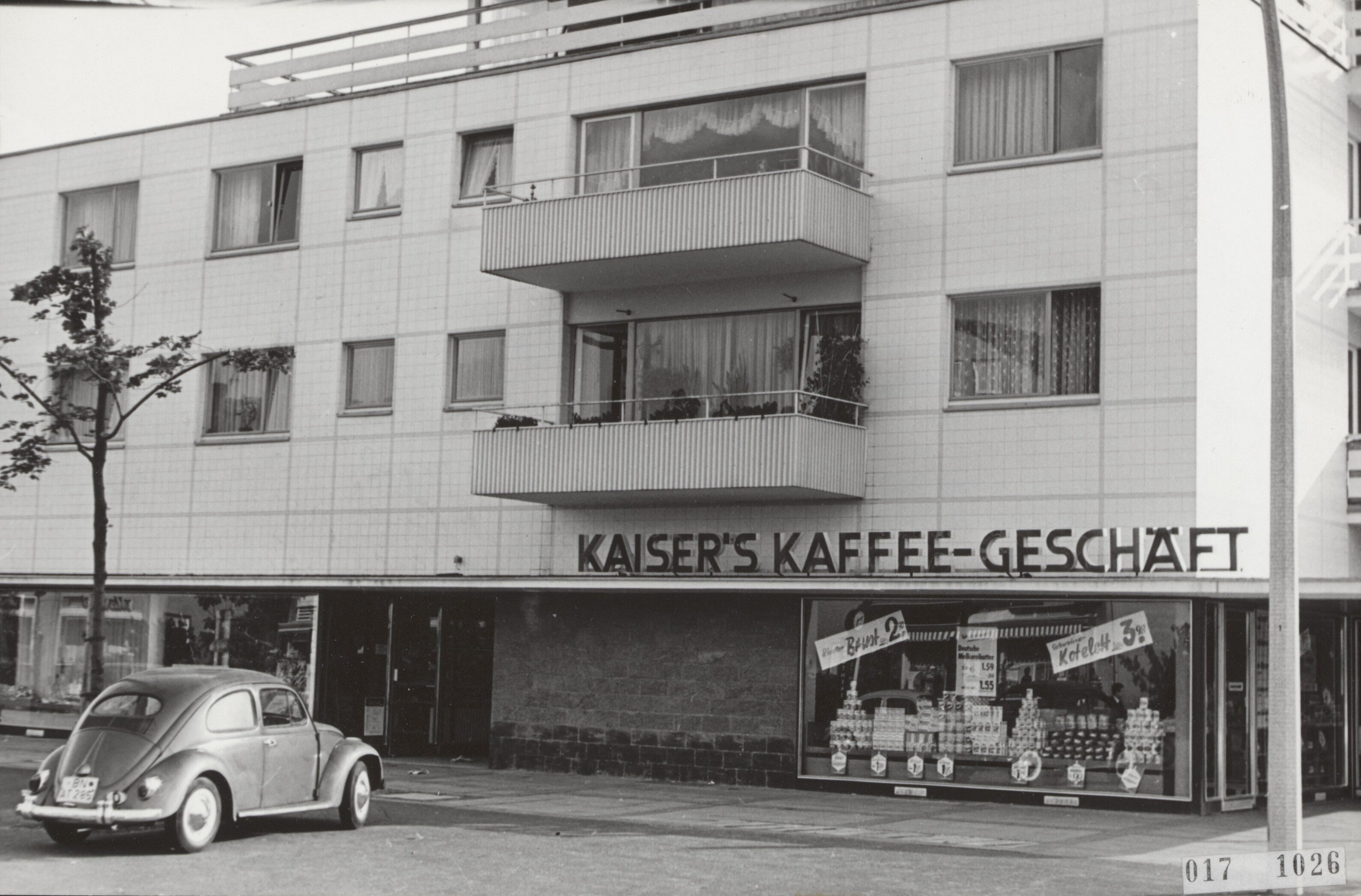
Eine Kaiser’s-Filiale im Bonner Stadtteil Bad Godesberg, am 22. Juni 1965
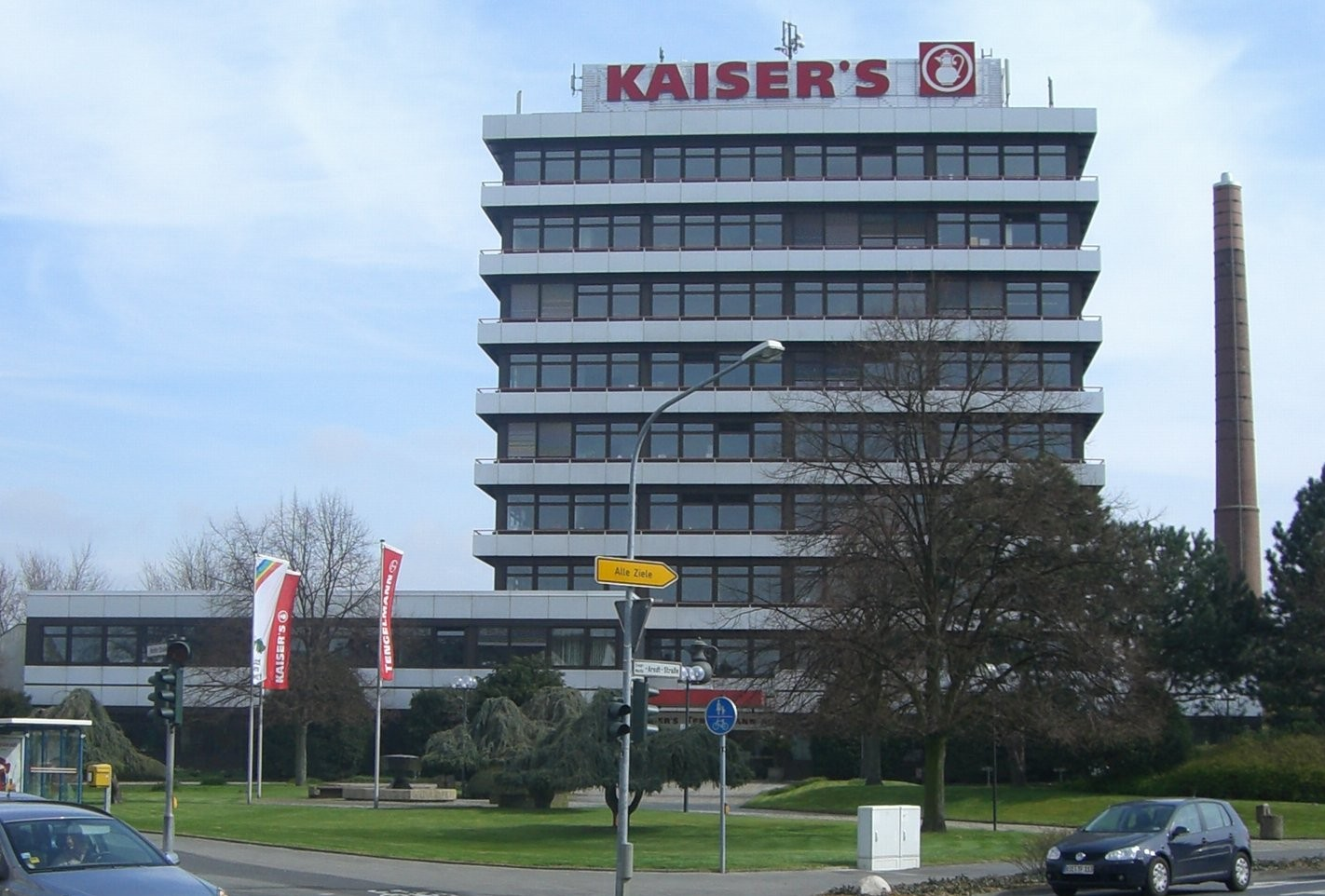
Ehemaliger Stammsitz von Kaiser’s Tengelmann in Viersen-Hoser

### Tengelmann vor 1971
Der Einzelhandel unter dem Namen Tengelmann ist die Keimzelle der Unternehmensgruppe Tengelmann, die Geschichte der Emil Tengelmann GmbH ist deshalb mit der Geschichte der Unternehmensgruppe weitgehend identisch. Die erste Filiale unter dem Namen Tengelmann wurde 1893 in Düsseldorf eröffnet, das erste Selbstbedienungsgeschäft 1953 in München.

### Kaiser’s und Tengelmann vor der Zusammenführung
1979 erwirtschafteten die beiden Lebensmittelketten Tengelmann/Kaiser’s Kaffee einen Umsatz von 3,8 Milliarden DM und es gab Pläne einer Fusion mit dem Warenhauskonzern Horten.
Anfang der 1990er Jahre baute die Kaiser’s Kaffee Geschäft AG durch die schrittweise Übernahme von Filialen der DDR-Kette HO ihr Filialnetz in Ostdeutschland auf. Dabei entstanden zunächst mit der HO und der ehemaligen DDR-Außenhandelsgesellschaft Forum Außenhandelsgesellschaft gemeinsame Hofka-Märkte. 1992 wurden die Schade-und-Füllgrabe-Supermärkte aus den Alt-Bundesländern und 1996 die Schätzlein-Filialen (kurzzeitig in Besitz der Deutschen SB-Kauf AG) von der zerschlagenen co op AG übernommen.
Im Jahr 1996 strukturierte die Unternehmensgruppe Tengelmann ihre Supermarktsparten um: Bis dahin waren Kaiser’s und Tengelmann mit jeweils eigenem Marktauftritt in ganz Deutschland vertreten, nun sollten die Kaiser’s Kaffee Geschäft AG nur noch im Norden, die Emil Tengelmann GmbH im Süden Deutschlands operieren. In Süddeutschland wurden daraufhin alle Kaiser’s-Filialen in Tengelmann-Filialen, in Norddeutschland alle Tengelmann-Filialen in Kaiser’s-Filialen umgewandelt. Es gab keine Schließungen.

### Zusammenführung, Sanierung und Verkauf

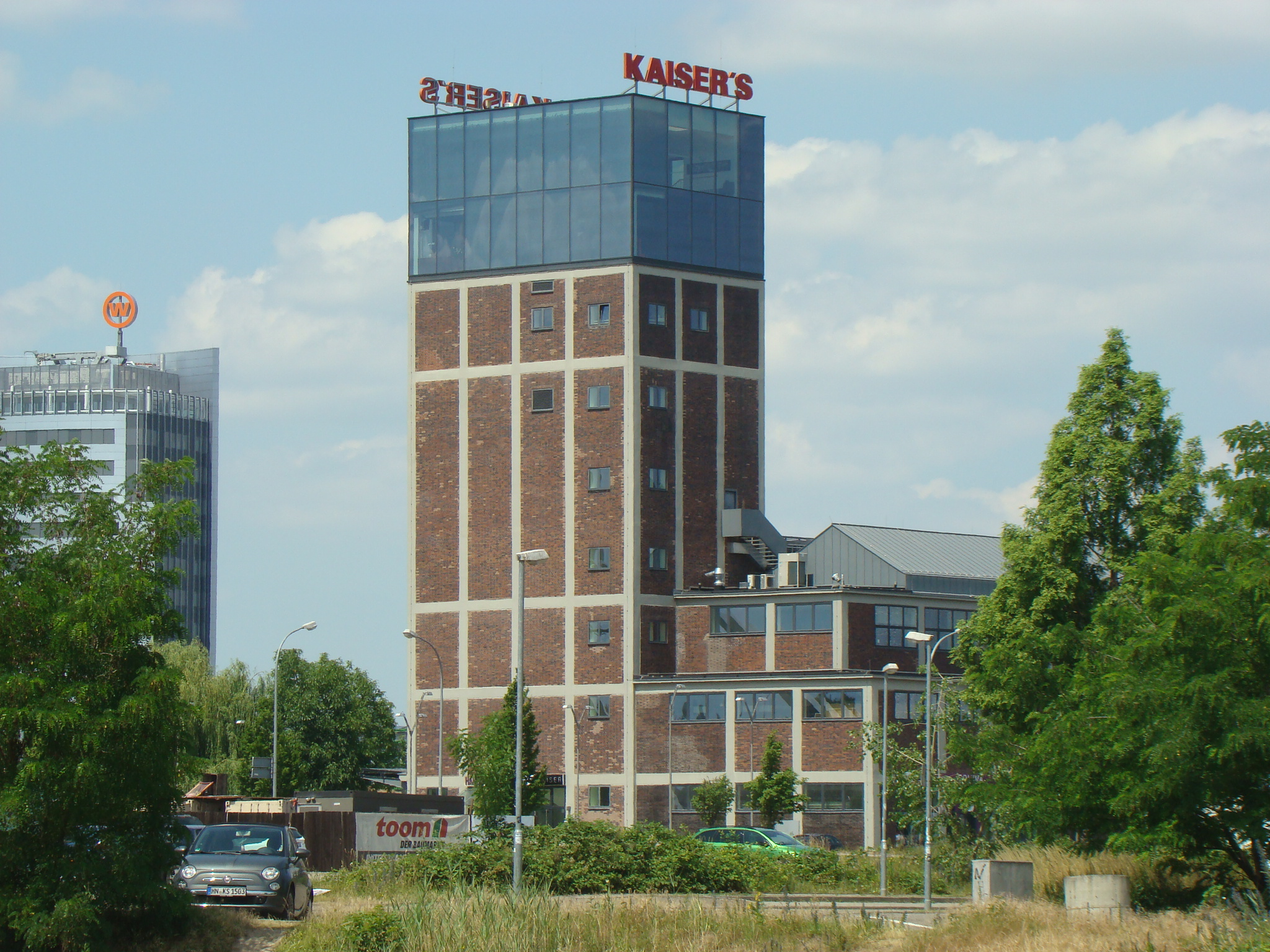
Kaiser’s-Turm in Heilbronn, 2015

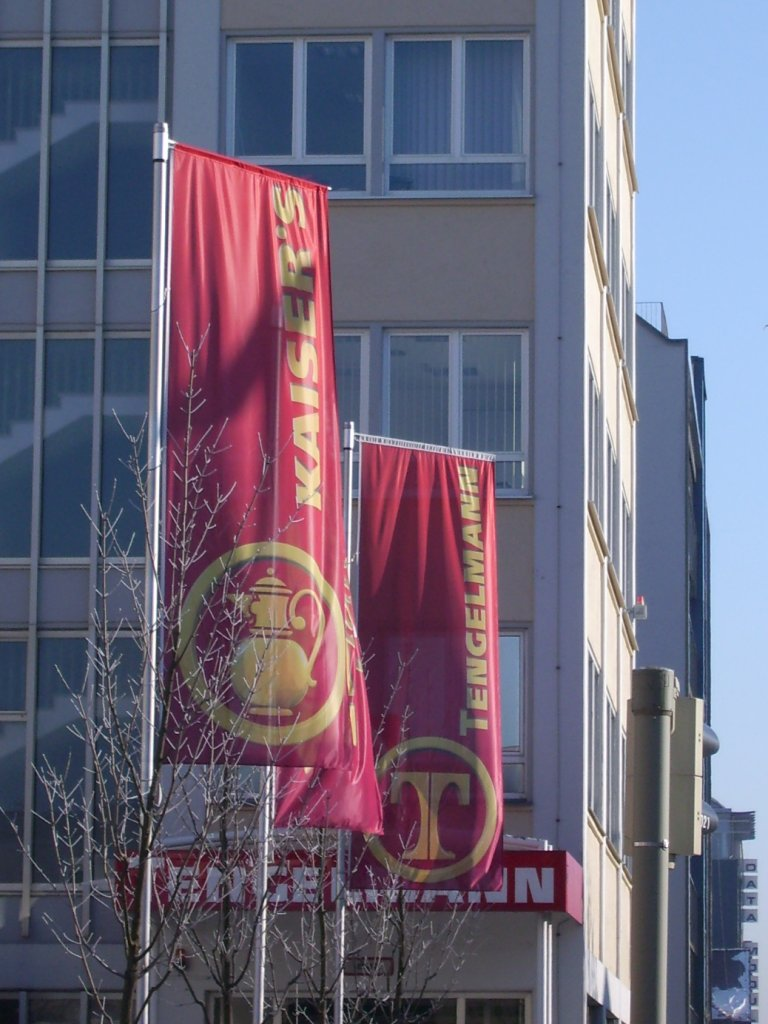
Niederlassung München der Kaiser’s Tengelmann AG, 2006

Die „letzte“ Tengelmann-Tragetasche mit “I’m green” aus Zuckerrohr von 2018

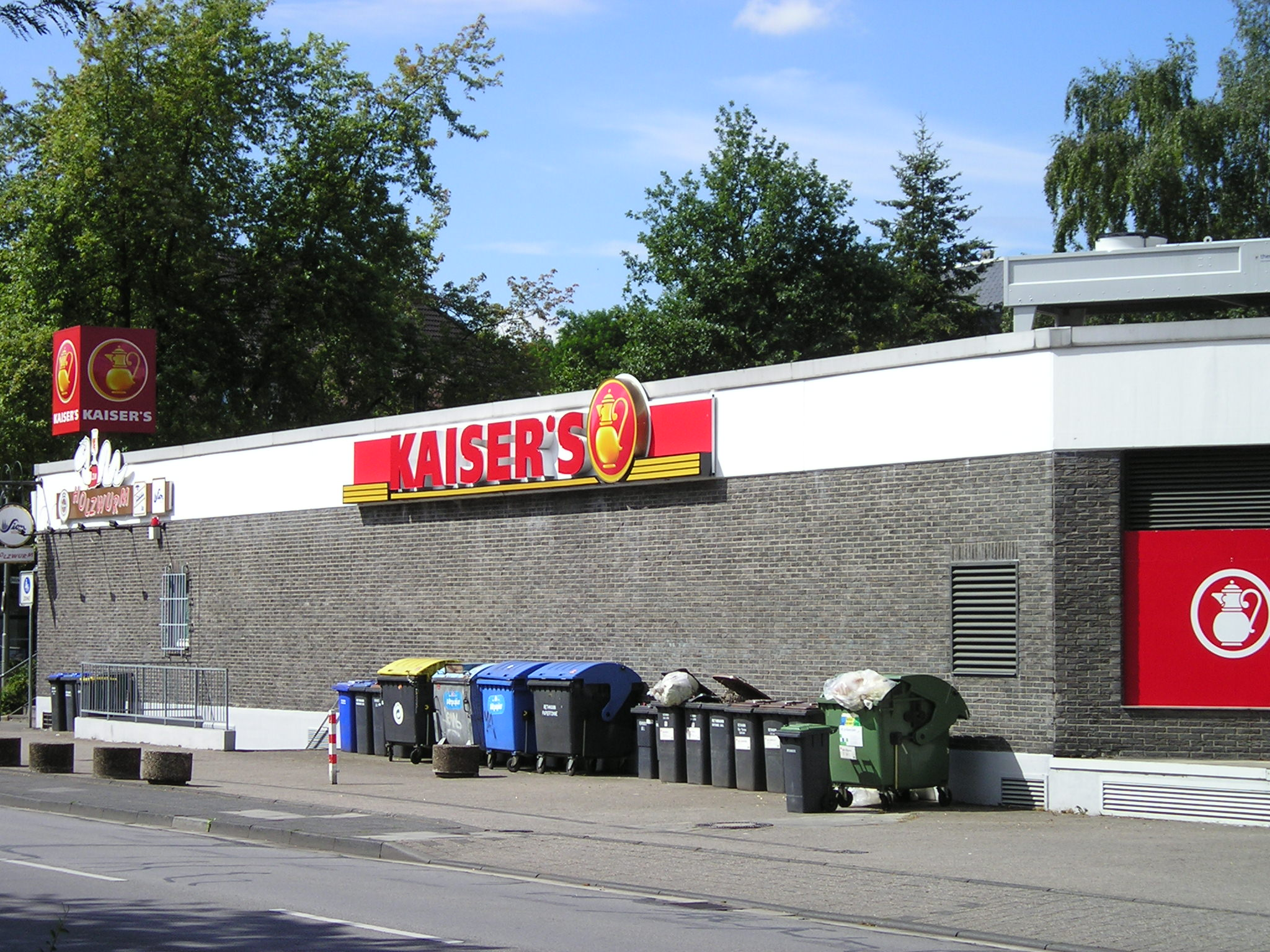
Kaiser’s-Supermarkt

Ende der 1990er Jahre führte der Preiskampf im Lebensmittel-Einzelhandel bei der Unternehmensgruppe Tengelmann zu Verlusten. Sie kündigte deshalb im Jahr 1999 an, ihre Supermärkte Kaiser’s und Tengelmann zu verkaufen. Vorverhandlungen mit der Handelskette Edeka über die Übernahme der damals mehr als 1300 Filialen scheiterten, weil Edeka nur an der Übernahme profitabler Standorte interessiert war. Schließlich beschloss die Unternehmensgruppe, ihre Supermarkt-Ketten grundsätzlich doch zu behalten, sich aber auf die vier Kerngebiete Berlin, Nordrhein, Rhein-Main-Neckar und München/Oberbayern zu konzentrieren, in denen der Marktanteil der Kaiser’s- bzw. Tengelmann-Geschäfte besonders hoch war.

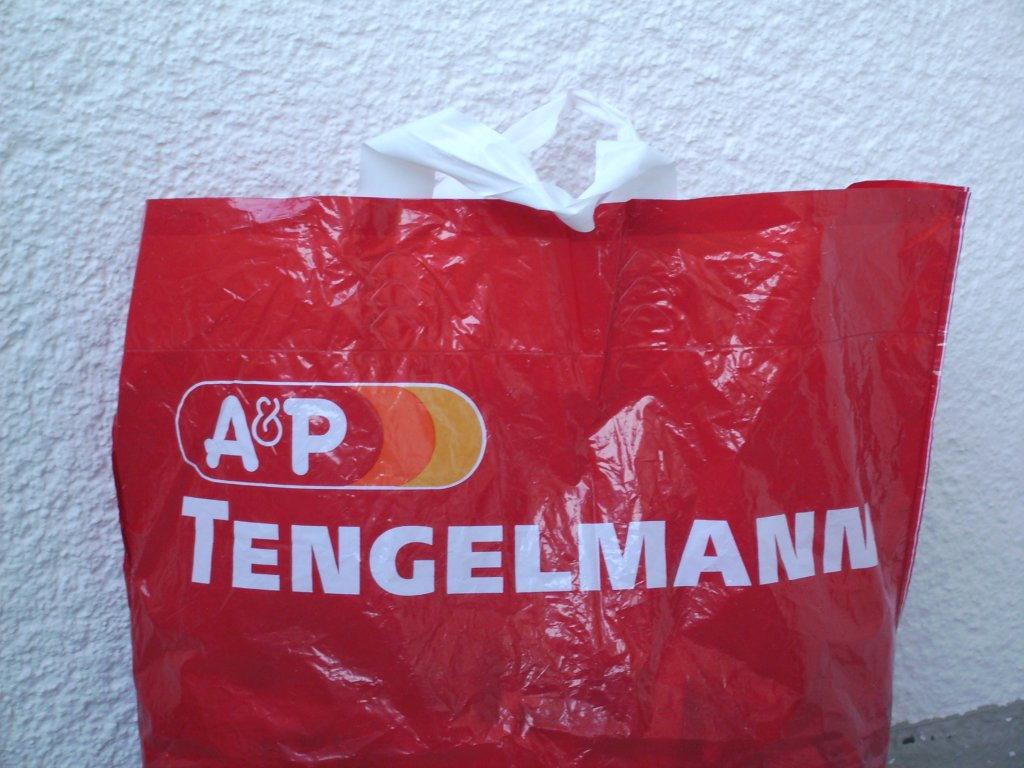
A&P-Tengelmann-Tüte

Daraufhin wurden im Jahr 2000 rund 550, also gut ein Drittel, der Filialen verkauft, geschlossen oder in Plus-Filialen umgewandelt, da sie außerhalb der Kerngebiete lagen. In den verbliebenen Kaiser’s- und Tengelmann-Filialen erfolgten Veränderungen im Sortiment und im nunmehr gemeinsamen Marktauftritt. Das führte dazu, die als Billig-Marke bekannte Handelsmarke „A&P“ in den Namen und das Erscheinungsbild der Supermärkte zu integrieren: Aus Kaiser’s wurde A&P Kaiser’s, aus Tengelmann A&P Tengelmann, die bisherigen Symbole der Märkte (Kaffeekanne bei Kaiser’s, stilisiertes „T“ bei Tengelmann) durch das A&P-Logo ersetzt. Diese Maßnahme wurde aber bereits kurze Zeit später nicht mehr weiter verfolgt bzw. wieder rückgängig gemacht.
Weiterhin wurden Kaiser’s und Tengelmann organisatorisch zusammengeführt und die Logistikstrukturen an die neue Filialnetzstruktur angepasst. Im Jahr 2001 verschmolzen daraufhin die Kaiser’s Kaffee Geschäft AG Viersen und die Emil Tengelmann GmbH Heilbronn auch rechtlich zur Kaiser’s Tengelmann AG.

Logo der Kaiser’s BKK

Zum 1. Januar 2008 fusionierte die Betriebskrankenkasse Kaiser’s mit der Siemens-Betriebskrankenkasse (SBK).
Zum 1. September 2008 kam es zur Übernahme der Mema-Filialen (vormals Meyer Beck) in der Region Berlin.
Ab April 2010 begann die Unternehmensgruppe, sich aus dem Vertriebsgebiet Rhein-Main-Neckar zurückzuziehen. 65 der in dem Gebiet zuletzt betriebenen 116 Tengelmann-Märkte wurden an Rewe verkauft, weitere 20 Filialen im Rhein-Main-Gebiet an tegut. Einzelne Märkte wurden außerdem in privat geführte Edeka-Märkte umgestaltet. Die Zukunft der restlichen Märkte war noch ungewiss, einige weitere wurden jedoch zuvor schon geschlossen.
Am 7. Oktober 2014 teilte das Unternehmen mit, dass die Supermärkte und ihre Tochtergesellschaften Birkenhof und Ligneus zum 30. Juni 2015 an Edeka verkauft werden sollen, das Bundeskartellamt verbot dies jedoch endgültig am 1. April 2015. Gleichzeitig wurde bekannt, dass die Läden seit 15 Jahren keinen Gewinn mehr erwirtschaften und 0,6 % Marktanteil haben. Weiterhin klagte der Konkurrent Rewe gegen die Übernahme.
Seit 16. April 2015 ist der ehemalige Edeka-Chef Alfons Frenk zudem Aufsichtsratsmitglied bei Kaiser’s Tengelmann.
Nach der Entscheidung des Bundeskartellamtes stellten Tengelmann und EDEKA am 29. April 2015 gemeinsam einen Antrag auf Ministererlaubnis beim Bundeswirtschaftsministerium. Am 3. August 2015 lehnte auch die beratende Monopolkommission die Fusion der beiden Supermärkte ab und empfahl Bundeswirtschaftsminister Sigmar Gabriel, keine Erlaubnis zu erteilen. Am 17. März 2016 genehmigte Minister Gabriel mit einer Ministererlaubnis die Übernahme durch Edeka unter bestimmten Auflagen für den Erhalt von Arbeitsplätzen, was den Chef der Monopolkommission, Daniel Zimmer, zum Rücktritt bewog. Am 12. Juli 2016 setzte das OLG Düsseldorf aufgrund einer Klage der Supermarktketten Rewe, Norma und Markant die Ministererlaubnis außer Kraft. Als Gründe wurden eine mögliche Befangenheit von Minister Gabriel, fehlender Gemeinwohlbelang beim Erhalt der Arbeitnehmerrechte und Zweifel an der Arbeitsplatzsicherung nach der Übernahme angeführt. Nach einer Schlichtung durch Altkanzler Gerhard Schröder und einem damit verbundenen Interessensausgleich zwischen den Parteien zogen die Kläger ihre Klagen gegen die Ministererlaubnis zurück. Die Ministererlaubnis wurde dadurch bestandskräftig.
Am 17. Oktober 2016 begann der Eigentümer mit dem Verkauf von ca. 100 Filialen in Nordrhein-Westfalen. Eine Verwertungsphase für die Filialen in Bayern und Berlin sollte später beginnen.
Am 2. Dezember 2016 haben sich die Rewe Group und Edeka auf eine Aufteilung der Filialen geeinigt.
Am 31. Dezember 2016 endete die Ära von Kaiser’s Tengelmann als selbstständiges Unternehmen. Die verbliebenen Geschäfte wurden zum 1. Januar 2017 an Edeka verkauft. Edeka wiederum veräußerte 64 Filialen, davon 60 in Berlin, weiter an Rewe. Rewe begann mit der Umstellung der Berliner Filialen am 9. Januar 2017 mit der Umflaggung der Filiale in der Roedernallee in Reinickendorf und schloss diese am 31. März 2017 mit der Umflaggung der Filiale am Kurfürstendamm ab. Deutschlandweit wurden Filialen mit einer großen Fläche zu EDEKA umgestaltet und kleinere Läden zu Netto Marken-Discount, einer Tochter der EDEKA. Im Raum Berlin hingegen wurden alle durch EDEKA übernommenen Filialen zu EDEKA-Märkten, unabhängig von deren Größe. Bis Ende September 2017 wurden alle noch bestehenden Tengelmann-Märkte zu EDEKA-Märkten umgeflaggt, somit ist die Marke Tengelmann nun endgültig Geschichte.
In Nordrhein-Westfalen dauerte der Umbau von 27 Filialen noch bis 2018, weil sie saniert werden mussten. Deutschlands letzte Kaiser’s-Filiale befindet sich in Hilden am Warrington-Platz 10 und firmiert trotz Edeka-Sortiment weiterhin als Kaiser’s.

## Handelsmarken
Das Unternehmen vertrieb mehrere eigene Handelsmarken:
- KAISER’S Kaffee: Kaffee und Espresso
- Jeden Tag: Lebensmittel (Discountmarke); 2015 eingeführt, ersetzte fast komplett die Marke A&P („Attraktiv und preiswert“)
- Star Marke: Lebensmittel (Qualitätsmarke)
- Naturkind: Bioprodukte
- Birkenhof: zugleich als Birkenhof GmbH & Co. KG mit Sitz in Buchholz in der Nordheide als Tochtergesellschaft von Kaiser’s Tengelmann für Fleisch- und Wurstwaren mit drei Produktionsbetrieben, die die Filialen in den jeweiligen Regionen beliefern.
- Royal Comfort: Hygieneartikel
- De Niro: Nudeln, Nudelsaucen und Weine aus Italien
- Mein Gärtner: Obst und Gemüse aus der Region mit Kennzeichnung des Landwirtes mit Bild und Ort auf der Verpackung
- Master Produkt: Qualitätsmarke, ab Oktober 1993 eingeführt[30][31]

## Logos

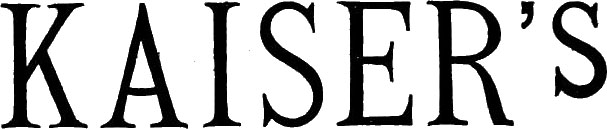
Logo von Kaiser’s (1904)
Logo von Kaiser’s (2000)
Logo von Tengelmann (2000)
Logo von Kaiser’s Tengelmann (2001)
Logo von Kaiser’s Tengelmann (2009)

## Sonstiges

### Ministererlaubnis
Das selten genutzte Instrument der Ministererlaubnis erlaubte den Verkauf sämtlicher Filialen an den Konkurrenten Edeka. Dies wurde von vielen Redakteuren kritisiert und von der Monopolkommission zunächst untersagt. Das Argument der überragenden Bedeutung des Erhalts Tausender Arbeitsplätze entkräftigten Kritiker mit dem Hinweis auf die zuletzt große Zahl an Minijobbern unter den Arbeitnehmern bei Kaiser’s Tengelmann. Außerdem sei das Unternehmen in einzelnen Regionen (Berlin und München) durchaus im Wettbewerb stark gewesen, und eine Übernahme sämtlicher Filialen durch Edeka würde lokal zu einem Monopol Edekas unter den Lebensmittel-Supermärkten führen.

### Hauslieferung
Kaiser’s Tengelmann bot seit 1997 in Berlin, seit 1998 in München und 2012 in Düsseldorf einen Lieferservice namens Bringmeister an. Die Kunden konnten dabei via Internet oder Telefon aus einem rund 4500 Artikel umfassenden Sortiment Waren bestellen und bekamen diese nach Hause geliefert.

### Fall Emmely
Durch den Fall Emmely, die fristlose Kündigung einer Kaiser’s-Kassiererin in Berlin, erlitt das Unternehmen 2009 einen erheblichen Ansehensverlust. Der langjährig Beschäftigten war vorgeworfen worden, zwei ihr nicht gehörende Leergutbons im Gesamtwert von 1,30 Euro eingelöst zu haben. In dritter Instanz erklärte das Bundesarbeitsgericht die Kündigung am 10. Juni 2010 für unverhältnismäßig und damit für rechtswidrig. Kurz darauf trat die Kassiererin ihren Dienst wieder an.